# Samsung Galaxy A72
Samsung Galaxy A72 là một điện thoại thông minh Android tầm trung phát triển và sản xuất bởi Samsung Electronics. Điện thoại này được công bố cùng với Galaxy A52 thông qua sự kiện thực tế ảo Awesome Unpacked của Samsung vào ngày 17 tháng 3 năm 2021, và là sự kế thừa của Galaxy A71. Galaxy A72 vẫn giữ nhiều tính năng của thế hệ trước, ngoài ra nó còn nâng cấp pin lên đến 5.000 mAh, chống nước IP67 và bụi, và bao gồm một máy ảnh 8 MP telephoto.

## Màn hình
- 6.7 inches (17.02 cm)
- 393 PPI, Super AMOLED
- 90 Hz tốc độ làm tươi[3]